# زنبور کارگر

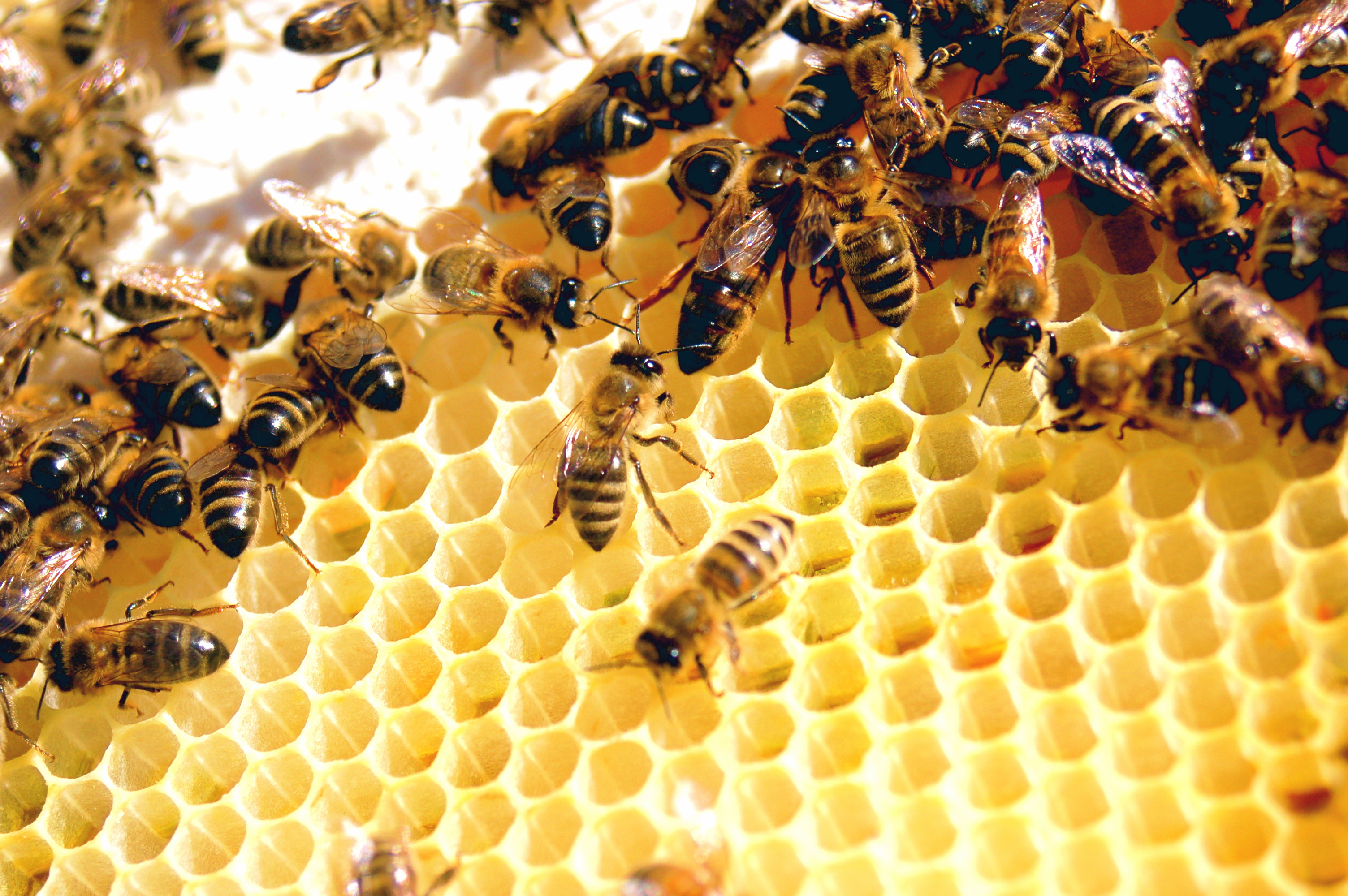
زنبورهای کارگر به همراه ملکه

زنبور کارگر، زنبور ماده‌ای است که توان زایش زنبور ملکه را نداشته باشد. زنبور کارگر می‌تواند در بسیاری از گونه‌های زنبور وجود داشته باشد اما این اصطلاح، بیشتر در مورد زنبورهای عسل به‌کار رفته‌است.

## وظایف
یکی از وظایف مهم زنبورهای کارگر، یکنواخت نگه داشتن دمای کندو است. به‌ویژه در ناحیه‌هایی از کندو که نوزادان زنبور قرار می‌گیرند. دمای این منطقه باید ۳۴٫۴ درجهٔ سانتی‌گراد باشد تا تخم‌ها رشد کنند. اگر هوا خیلی گرم باشد، آن‌ها آب جمع می‌کنند و پیرامون منطقهٔ نوزادان قرار می‌دهند. سپس آن‌قدر بال می‌زنند تا هوا جریان یابد و با بخار شدن آب، محیط خنک‌تر شود. اگر هوا خیلی سرد باشد، دور هم جمع می‌شوند تا گرمای بدنشان پیرامون را گرم کند. این رفتار یک نمونه از هم‌ایستایی است.
یکی دیگر از وظایف زنبورهای کارگر حفاظت از کندو در برابر مزاحمانی چون زنبور بی‌عسل است. شمار زنبورهای محافظ کندو بسته به فصل سال یا گونهٔ زنبور متفاوت است. همچنین پهنای ورودی‌های کندو و میزان آمد و شد روزانهٔ آن هم در شمار محافظان کندو تأثیر دارد. برای مثال در برخی گونه‌های زنبور، زنبورهای محافظ در ورودی‌های کندو به صورت شناور در هوا می‌مانند تا از کندو محافظت بیشتری کنند.
از جمله دیگر وظایف زنبورهای کارگر عبارت‌اند از:
- پوشاندن عسل
  - هنگامی که عسل آماده و به اندازهٔ کافی خشک شد کارگرها با موم به خوبی عسل را می‌پوشانند تا دیگر از هوای پیرامون آب جذب نکند.
- غذا دادن به زنبورهای نر

زنبورهای نری که توان تولید ملکه را دارند در دوره ای که جوان اند خودشان غذا نمی‌خورند بلکه زنبورهای کارگر به آن‌ها غذا می‌دهند اما وقتی به اندازهٔ کافی بزرگ شدند خودشان از عسل موجود در کندو تغذیه می‌کنند.
- همراهی ملکه (روزهای ۷–۱۲)
  - همراهان ملکه از ملکه نگهداری می‌کنند و به آن غذا می‌دهند و محیطش را پاکیزه نگه می‌دارند اما وظیفهٔ مهم‌تر آن‌ها توزیع فرومون ترشح شده توسط ملکه (QMP) در سراسر کندو است. توزیع QMP در میان زنبورهای دیگر نشان می‌دهد کندو هنوز زیر دست ملکهٔ شایسته‌ای است.
- دورریز زنبورهای مرده
  - زنبورهای مرده و لاروهایی که ناموفق بوده‌اند توسط زنبورهای کارگر دور ریخته می‌شوند آن‌ها با این کار مانع از ایجاد بیماری در کندو می‌شوند.
- خنک کردن و تهویهٔ کندو
- آوردن آب
  - زنبورهای کارگر وقتی کندو در خطر گرم شدن است به تهیهٔ آب می‌پردازند و آن را در پشت زنبورهای مسئول تهویه کندو می‌گذارند تا با بال زدن کندو را خنک کنند. این زنبورها برای این کار از چینه‌دانی برخوردارند که از محل تجمع شهد جدا است.
- کاوش
  - برخی از زنبورهای کارگر تا ۳ کیلومتر به اطراف پرواز می‌کنند تا به منبع شهد و گرده دست یابند یا بره‌موم جمع کنند.
- درست کردن شانه‌های عسل
  - زنبورهای کارگر از زنبورهای سازندهٔ موم، موم می‌گیرند تا خانه‌های شانه ای بسازند.
- بسته‌بندی گرده
  - گرده‌های آورده شده به کندو باید به خوبی در سلول‌های شانه ای بسته‌بندی شود و با کمی عسل مخلوط شود تا فاسد نشوند. گرده‌ها ممکن به آسانی توسط باکتری‌ها ترش شوند از این رو آن‌ها را در محفظه ای از عسل قرار می‌دهند چون عسل در برابر باکتری‌ها مقاوم است.
- مالیدن بره‌موم
  - دیوارهای کندو از ماده ای به نام بره‌موم پوشیده شده‌است این مادهٔ چسبناک از گیاهان گرفته می‌شود و در ترکیب با آنزیم‌هایی که زنبورهای کارگر به آن می‌افزایند مانع از ایجاد فساد در کندو می‌شود و خاصیت ضدباکتریایی دارد. همچنین در ساخت ورودی کندو و تهویهٔ هوای آن نیز کاربرد دارند. برخی زنبورها به بره‌موم مقداری گِل نیز می‌افزایند که خاصیت ضد میکروبی بیشتری دارد.

## نمادشناسی

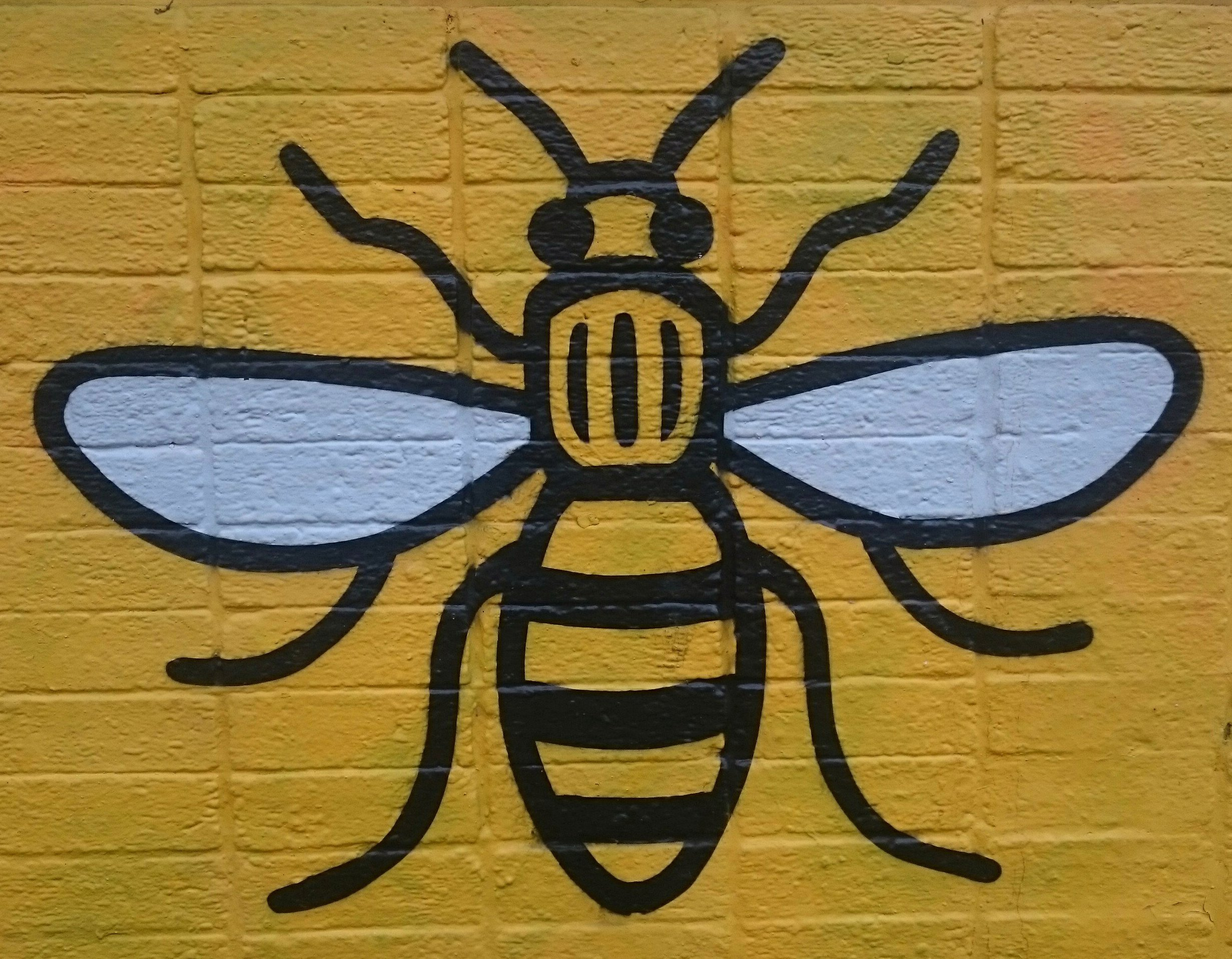
زنبور نماد منچستر

زنبور کارگر نماد منچستر انگلستان است. در دوران انقلاب صنعتی نیز هنگامی که منچستر داشت تلاش می‌کرد با تولید و کار بیشتر تبدیل به منچستر بزرگ شود، به عنوان یک نماد از آن استفاده می‌شد. منچستر به عنوان کندوی کار و تلاش در سدهٔ ۱۹ ام بود.
پس از بمب‌گذاری ۲۰۱۷ منچستر آرنا در ۲۲ مه ۲۰۱۷، زنبور تبدیل به نماد همبستگی علیه تروریسم شد.